# Coccoloba gracilis
Coccoloba gracilis är en slideväxtart som beskrevs av Carl Sigismund Kunth. Coccoloba gracilis ingår i släktet Coccoloba och familjen slideväxter. Inga underarter finns listade i Catalogue of Life.